# Эстраблен
Эстраблен (фр. Estrablin) — коммуна во Франции, находится в регионе Рона — Альпы. Департамент коммуны — Изер. Входит в состав кантона Вьенн-Сюд. Округ коммуны — Вьенн.
Код INSEE коммуны — 38157. Население коммуны на 2006 год составляло 3300 человек. Населённый пункт находится на высоте от 186 до 352 метров над уровнем моря. Муниципалитет расположен на расстоянии около 420 км юго-восточнее Парижа, 29 км южнее Лиона, 70 км северо-западнее Гренобля. Мэр коммуны — Roger Porcheron, мандат действует на протяжении 2008—2014 гг.
Динамика населения (INSEE):